# Szonga (wieś)
Szonga (ros. Шонга) – wieś w Rosji, w rejonie kiczmiengsko-gorodieckim obwodu wołogodzkiego. W 2010 r. liczyła 453 mieszkańców.